# Phản ứng quốc tế đối với động đất Thổ Nhĩ Kỳ–Syria 2023
Đây là một danh sách chưa hoàn tất, và có thể sẽ không bao giờ thỏa mãn yêu cầu hoàn tất. Bạn có thể đóng góp bằng cách mở rộng nó bằng các thông tin đáng tin cậy.

Các quốc gia/vùng lãnh thổ đã gửi thông điệp chia buồn, viện trợ nhân đạo sau trận động đất Thổ Nhĩ Kỳ–Syria 2023.

Vào hôm 6 tháng 2 năm 2023, hai trận động đất với trận động đất đầu tiên có cường độ khoảng 7,8 Mw ở Gaziantep và sau đó 9 giờ ở Kahramanmaraş với cường độ khoảng 7,5 Mw. Trận động đất đã khiến hàng nghìn người chết và bị thương ở Thổ Nhĩ Kỳ và Syria. Hơn 1150 dư chấn đã được ghi nhận sau trận động đất. Ít nhất 105 quốc gia và 16 tổ chức quốc tế cam kết hỗ trợ các nạn nhân trong trận động đất, bao gồm việc viện trợ nhân đạo.

## Các tổ chức quốc tế
- Liên đoàn Ả Rập: Tổng thư ký Liên đoàn Ả Rập Ahmed Abu Gayt [en] đã kêu gọi sự hỗ trợ quốc tế đối với những người bị ảnh hưởng bởi "thảm họa nhân đạo".[3]
- Liên minh châu Âu: Janez Lenarčič [en], Ủy ban châu Âu đã ra thông báo các cơ chế bảo vệ dân sự của Liên minh châu Âu mà Thổ Nhĩ Kỳ là thành viên đã được kích hoạt.[4] EU ngay sau đó đã cử 31 đội cứu hộ và 5 đội y tế từ 23 quốc gia thành viên tới Thổ Nhĩ Kỳ và Syria, cam kết hỗ trợ lần lượt 3 triệu euro và 3,5 triệu euro cho Thổ Nhĩ Kỳ và Syria, đồng thời công bố một quỹ tài trợ để quyên góp tiền gửi đến vùng bị nạn.[5]
- Liên Hợp Quốc: Một số cơ quan của Liên Hợp Quốc cũng đã phản ứng trước vụ thảm họa bao gồm các cơ quan Đánh giá và Điều phối Thảm họa Liên Hợp Quốc [en], Văn phòng Điều phối các vấn đề nhân đạo của Liên Hợp Quốc, Cao ủy Liên Hợp Quốc về người tị nạn, Quỹ Nhi đồng Liên Hợp Quốc và Tổ chức Di trú Quốc tế.[6] Giám đốc khu vực của Tổ chức Y tế Thế giới (WHO) tại châu Âu, Hans Kluge [en], cho biết các văn phòng khu vực của tổ chức đang hỗ trợ hết mình cho việc vận chuyển thuốc men và các thiết bị cứu trợ.[7][8] Liên Hợp Quốc cũng đã gửi viện trợ 25 triệu đô la Mỹ từ quỹ khẩn cấp của tổ chức.[9] Ngoài ra, hàng viện trợ nhân đạo của Liên Hợp Quốc đã được gửi tới Syria thông qua Thổ Nhĩ Kỳ ở biên giới Bab al Hawa.[10]
- NATO: Tổng thư ký NATO Jens Stoltenberg cũng cho biết các nước thành viên đang huy động sự ủng hộ.[11][12]
- Ngân hàng Thế giới: Tổ chức này cho biết sẽ cung cấp khoản viện trợ 1,78 tỷ đô la Mỹ cho Thổ Nhĩ Kỳ để hỗ trợ quá trình cứu trợ và phục hồi.[13] Chủ tịch Ngân hàng Thế giới David Malpass cũng đã tuyên bố, "...đang cung cấp những hỗ trợ khẩn cấp và chuẩn bị đánh giá nhanh các nhu cầu cấp bách và lớn..." trong vụ thảm họa.[14]

## Các quốc gia

### Châu Phi
- Ai Cập: Tổng thống Ai Cập Abdel Fattah el-Sisi đã gọi điện cho người đồng cấp Syria để đề nghị hỗ trợ.[15] Ai Cập cho biết 2 máy bay đã vận chuyển viện trợ y tế tới Thổ Nhĩ Kỳ, trong khi một đội tình nguyện và 3 máy bay chở hàng đã được gửi tới Syria.[16]
- Algérie: Tổng thống Algeria đã xác nhận việc nước này sẽ gửi một đội tìm kiếm và cứu nạn gồm 89 người tới Thổ Nhĩ Kỳ.[17] Ngoài ra, nước này cũng đã gửi 210 tấn hàng cứu trợ.[18]
- Burundi: Tổng thống Burundi Evariste Ndayishimiye đã gửi lời chia buồn tới Tổng thống Recep Tayyip Erdoğan.[19]
- Djibouti: Djibouti đã tài trợ $1 triệu cho Cơ quan Quản lý Thảm họa và Khẩn cấp Thổ Nhĩ Kỳ (AFAD) và gửi hàng cứu trợ cho các nạn nhân động đất tại Thổ Nhĩ Kỳ và Syria.[20]
- Nigeria: Đại sứ quán Thổ Nhĩ Kỳ tại Nigeria thông báo rằng họ sẽ gửi những nhu cầu quan trọng như quần áo mùa đông, chăn, lều, nệm, thực phẩm, v.v. tới Thổ Nhĩ Kỳ.[21] Nigeria cũng quyên góp 1 triệu USD cho các nạn nhân trận động đất Thổ Nhĩ Kỳ-Syria.[22]

### Châu Á
- Afghanistan: Quốc gia này đã tuyên bố sẽ cung cấp 15 triệu AFN (166.000 đô la Mỹ) cho các nạn nhân trong trận động đất, hai phần ba sẽ dành cho Thổ Nhĩ Kỳ và một phần ba dành cho cho Syria.[23]

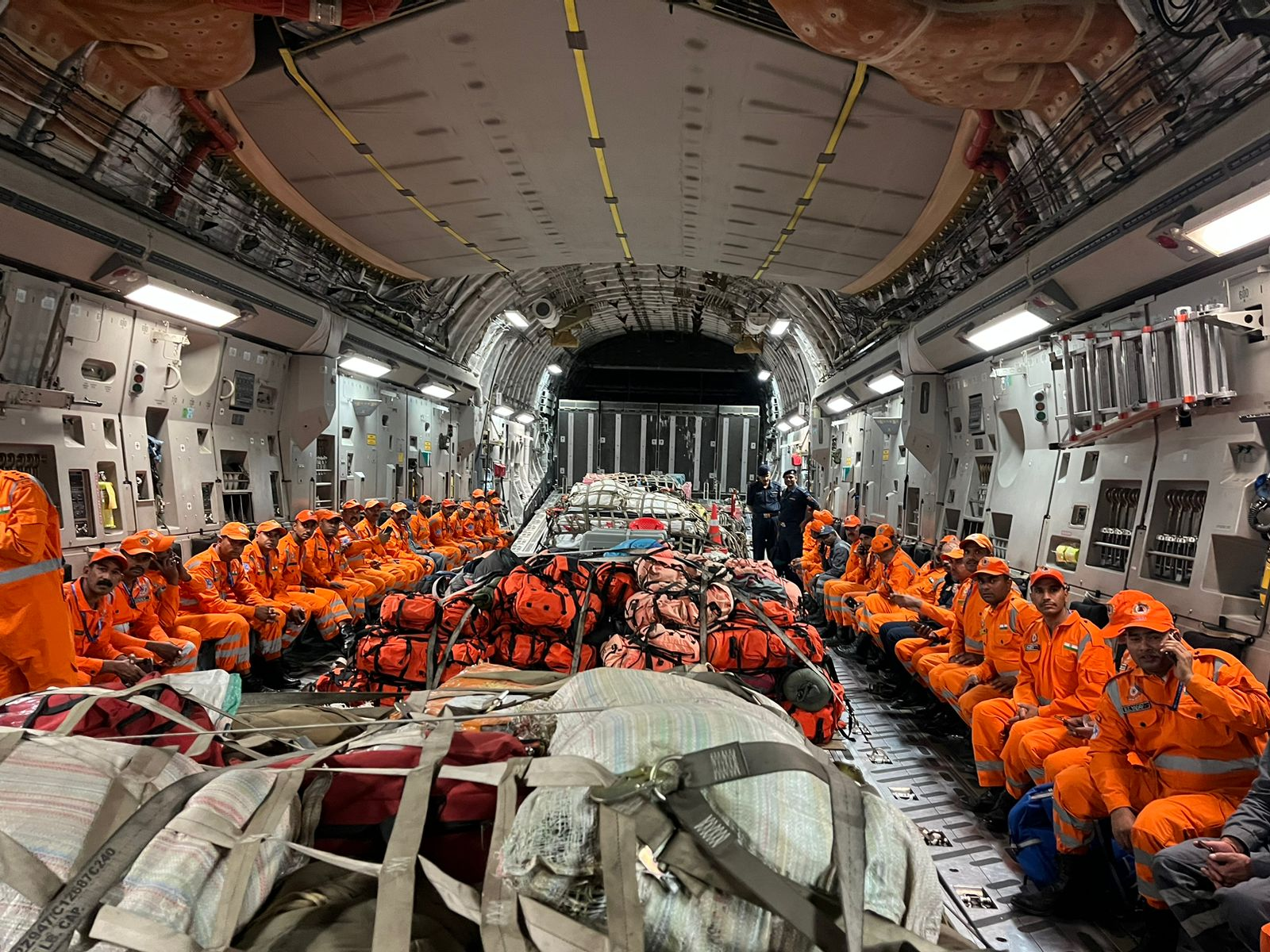
Chuyến bay gửi đội cứu hộ cùng các vật tư y tế của Ấn Độ đến hiện trường vụ thảm họa.

- Ấn Độ: Chính phủ Ấn Độ đã bắt đầu Chiến dịch Dost để hỗ trợ miền Đông Thổ Nhĩ Kỳ và Tây Bắc Syria bị thảm họa. Từ Dost được hiểu là người bạn trong tiếng Hindi và cả tiếng Thổ Nhĩ Kỳ.[24][25] Tính đến ngày 9 tháng 2 năm 2023, Ấn Độ đã gửi tổng cộng sáu máy bay C-17 để hỗ trợ công tác cứu hộ. Trước đó một ngày, hơn 6 tấn hàng cứu trợ khẩn cấp đã đến Sân bay quốc tế Damas cùng Thứ trưởng Bộ Hành chính Địa phương & Môi trường Moutaz Douaji với 3 xe tải chất đầy đồ bảo hộ, thuốc cấp cứu, máy điện tâm đồ và các vật tư y tế khác.[26]
- Armenia: Thủ tướng Nikol Pashinyan đã xác nhận Armenia sẵn sàng hỗ trợ các nước liên quan vụ thảm họa.[27] Vào ngày 7 tháng 2 năm 2023, Pashinyan đã điện đàm với Tổng thống Thổ Nhĩ Kỳ và Syria, sau đó, chính phủ Armenia xác nhận nước này sẽ cử các đội tìm kiếm cứu nạn và viện trợ lương thực tới Thổ Nhĩ Kỳ và Syria..[28] Cửa khẩu biên giới giữa Armenia và Thổ Nhĩ Kỳ cũng đã được mở cho phép viện trợ nhân đạo đi qua, lần đầu tiên biên giới Armenia-Thổ Nhĩ Kỳ mở cửa kể từ năm 1988, khi Thổ Nhĩ Kỳ gửi viện trợ cho Armenia sau trận động đất ở Armenia năm 1988.[29]
- Azerbaijan: Tổng thống Ilham Aliyev cho biết, Azerbaijan sẽ cử một đội tìm kiếm và cứu nạn gồm 370 người tới Thổ Nhĩ Kỳ và chuyến bay thứ hai chở hàng tiếp tế.[30][31] Có thông tin cho rằng các địa điểm giải trí ở Baku đã ngừng phát nhạc trực tuyến để đoàn kết với Thổ Nhĩ Kỳ.[32] Số lượng thành viên đội tìm kiếm và cứu nạn của Azerbaijani đã lên tới 725 người trong những ngày sau đó.[33]
- Bangladesh: Chính phủ Bangladesh đã ra thông báo quốc tang trên toàn quốc sau trận động đất kinh hoàng vào ngày 9 tháng 2.[34] Bangladesh cũng đã gửi một đội cứu hộ và nhân viên y tế gồm 46 người tới Thổ Nhĩ Kỳ cùng với các thiết bị cứu hộ, thuốc men, lều và thực phẩm. Đội cứu hộ bao gồm 24 thành viên từ Quân đội Bangladesh, 12 nhân viên từ Sở Cứu hỏa & Dân phòng Bangladesh và 10 chuyên gia y tế cùng với một nhà báo. Tất cả di chuyển đến Thổ Nhĩ Kỳ bằng máy bay vận tải C-130J của Không quân Bangladesh.[35][36] Đại sứ quán Thổ Nhĩ Kỳ tại Dhaka đã kêu gọi sự hỗ trợ của người dân Bangladesh gửi tặng các mặt hàng thiết yếu thông qua chiến dịch của TIKA (Cơ quan Hợp tác và Điều phối Thổ Nhĩ Kỳ) do Hãng hàng không Thổ Nhĩ Kỳ hỗ trợ. Hãng hàng không Thổ Nhĩ Kỳ đề nghị vận chuyển hàng cứu trợ đến Thổ Nhĩ Kỳ miễn phí và chính phủ Bangladesh sẽ hỗ trợ các yêu cầu hải quan nhằm đảm bảo việc vận chuyển viện trợ nhân đạo nhanh chóng.[37]
- Brunei: Chính phủ Brunei đã quyên góp 500.000 USD cho Cơ quan Quản lý Thảm họa và Khẩn cấp Thổ Nhĩ Kỳ (AFAD) để phục hồi sau trận động đất ở Thổ Nhĩ Kỳ.[38]
- Campuchia: Chính phủ nước này xác nhận sẽ gửi 100.000 đô la Mỹ viện trợ cho Thổ Nhĩ Kỳ.[39]
- Hàn Quốc: Tổng thống Yoon Suk-yeol đã cam kết sẽ hỗ trợ nhân đạo cho cả Thổ Nhĩ Kỳ và Syria.[40] Ngày hôm sau, chính phủ Hàn Quốc chấp thuận việc cử đội cứu hộ bao gồm 118 thành viên và thành lập Đội Cứu trợ Thảm họa Hàn Quốc (KDRT) — 60 người trong số đó được tuyển chọn từ Cơ quan Cứu hỏa Quốc gia, Bộ Ngoại giao và KOIKA, trong khi 50 người khác đến từ cơ quan của Bộ Quốc phòng. Tổng số hàng viện trợ nhân đạo trị giá 5 triệu đô la Mỹ cũng được gửi cùng với vật tư y tế thông qua máy bay vận tải quân sự.[41]
- Indonesia: Nước này cũng đã gửi viện trợ nhân đạo tới Thổ Nhĩ Kỳ.[42] Thống đốc Trung Sulawesi, Rusdy Mastura cũng gửi yêu cầu đến chính quyền địa phương trong tỉnh gửi viện trợ cho Thổ Nhĩ Kỳ, do nước này là một trong những quốc gia đầu tiên hỗ trợ tỉnh này trong trận động đất và sóng thần Sulawesi 2018.[43][44]
- Iran: Iran đã chuyển 45 tấn thuốc men, thực phẩm, lều và chăn cho Syria vào ngày 7 tháng 2.[45] Bassem Masour, người đứng đầu Cơ quan Hàng không Dân dụng Syria, cho biết thêm nhiều máy bay chở hàng viện trợ nhân đạo đang đến hiện trường vụ thảm họa.[46] Tổng thống Iran Ebrahim Raisi đã tuyên bố nước này sẵn sàng cung cấp "viện trợ cứu trợ ngay lập tức". Người phát ngôn Bộ Ngoại giao Nasser Kanaani cho biết, Iran sẵn sàng cử các đội y tế và viện trợ tới Thổ Nhĩ Kỳ và Syria. Ông gọi đây là một "trách nhiệm đạo đức, nhân tính và Hồi giáo".[47][48]
- Jordan: Jordan đã tuyên bố sẽ gửi 99 nhân viên cứu hộ, 5 bác sĩ, thiết bị tìm kiếm cứu nạn, lều trại và vật tư y tế tới Thổ Nhĩ Kỳ và Syria.[49]

Quốc kỳ Đại sứ quán Nhật Bản tại Thổ Nhĩ Kỳ đã hạ xuống tưởng niệm các nạn nhân xấu số trong vụ động đất.

- Nhật Bản: Bộ Ngoại giao Nhật Bản cho biết nước này sẽ cử 75 nhân viên cứu hội và Đội cứu hộ thiên tai Nhật Bản (JDR) để hỗ trợ Thổ Nhĩ Kỳ trong công tác tìm kiếm và giải cứu các nạn nhân trong vụ động đất.[3][50]
- Pakistan: Pakistan đã gửi viện trợ nhân đạo cho cả Thổ Nhĩ Kỳ và Syria, đồng thời cử nhân viên cứu hộ và bác sĩ đến Thổ Nhĩ Kỳ.[51] Đội Cứu hộ 1122 gồm 51 thành viên từ Pakistan đã được cử đến Thổ Nhĩ Kỳ sớm nhất. Ngay sau đó, hai đội trong Quân đội Pakistan cũng tham gia chiến dịch cứu hộ và cứu nạn ở Thổ Nhĩ Kỳ và Syria, nâng tổng số người tham gia hỗ trợ vùng thảm họa lên hơn 200 người.[52] Thủ tướng Pakistan Shehbaz Sharif và nội các liên bang Pakistan đã quyết định quyên góp một tháng lương cho quỹ cứu trợ. Các đội viện trợ đã bay đến Adana thông qua một chiếc máy bay đặc biệt của Lực lượng Không quân Pakistan vào đêm ngày 6–7 tháng 2 năm 2023, để thực hiện các nỗ lực cứu trợ cho người dân Thổ Nhĩ Kỳ và phối hợp chặt chẽ với chính phủ Thổ Nhĩ Kỳ, AF và Đại sứ quán Pakistan ở Islamabad.[53] Theo chỉ thị của Thủ tướng Chính phủ, Cơ quan Quản lý Thảm họa Quốc gia (NDMA) đang huy động tất cả các nguồn lực sẵn có bao gồm lều trú đông, chăn và các vật dụng cứu sinh quan trọng khác. Các Đội Tìm kiếm và Cứu nạn Đô thị được đào tạo để hoạt động trong các khu vực bị thảm họa cũng được gửi đi cùng với thiết bị và thuốc men.[54][55]
- Palestine: Đại sứ Palestine tại Syria đã thông báo 8 người tị nạn Palestine đã tử vong trong vụ thảm họa, bao gồm 3 trẻ em trong số đó.[56] Tổng thống Mahmoud Abbas đã đưa ra chỉ thị cho đại sứ quán nước này tại Damascus cung cấp tất cả những gì cần thiết để hỗ trợ gia đình các nạn nhân.[57] Chính quyền Palestine sẽ cử hai phái bộ nhân đạo đến Syria và Thổ Nhĩ Kỳ, bao gồm các đội dân phòng và y tế.[49]
- Qatar: Chính phủ Qatar đã hứa sẽ gửi đội cứu hộ và vật tư khẩn cấp đến hiện trường vụ động đất.[3]
- Triều Tiên: Bộ trưởng Bộ Ngoại giao Triều Tiên Choe Son Hui đã gửi lời chia buồn tới Bộ trưởng Ngoại giao Thổ Nhĩ Kỳ Mevlüt Çavuşoğlu.[58][59]
- Trung Quốc: Tập Cận Bình, Tổng Bí thư Đảng Cộng sản Trung Quốc và Chủ tịch nước Trung Quốc, đã gửi lời chia buồn tới cả Tổng thống Thổ Nhĩ Kỳ Recep Tayyip Erdoğan và Tổng thống Syria Bashar al-Assad, đồng thời hứa sẽ gửi viện trợ và vật tư y tế đến các khu vực bị ảnh hưởng.[60] Ngoài ra, chính phủ nước này cũng sẽ gửi 30 triệu nhân dân tệ cho Syria và 40 triệu nhân dân tệ cho Thổ Nhĩ Kỳ dưới dạng hỗ trợ nhân đạo khẩn cấp.[61][62] Vào ngày 8 tháng 2 năm 2023, đội cứu hộ của chính phủ Trung Quốc bao gồm 82 nhân viên cứu hộ và 4 chú chó cứu hộ đã đến Sân bay Adana Şakirpaşa của Thổ Nhĩ Kỳ.[63]
  -  Hồng Kông: Chính quyền Hồng Kông đã cử một đội cứu hộ gồm 59 người và 2 chú chó đến Thổ Nhĩ Kỳ để giúp tìm kiếm những người sống sót.[64]
- Việt Nam: Quyền Chủ tịch nước Việt Nam Võ Thị Ánh Xuân và Chủ tịch Quốc hội Việt Nam Vương Đình Huệ cũng đã gửi lời chia buồn đến người đồng cấp của Thổ Nhĩ Kỳ và Syria.[65][66] Ngay sau đó, chính phủ Việt Nam cũng đã cử 100 người tham gia công tác cứu nạn, cứu hộ tại Thổ Nhĩ Kỳ với 76 quân nhân và 24 chiến sĩ công an.[67][68]
- Yemen: Đại sứ quán Yemen được đại diện bởi Hội đồng Lãnh đạo Tổng thống (PLC) hợp pháp được công nhận trên toàn cầu tại Thổ Nhĩ Kỳ đã quyên góp được 17 triệu lira Thổ Nhĩ Kỳ (khoảng 900.000 USD) để quyên góp cho các nạn nhân trận động đất ở Thổ Nhĩ Kỳ và Syria mặc dù quê hương của họ vẫn đang trong cuộc nội chiến của chính phủ Yemen hợp pháp chống lại phiến quân Houthi.[69]

### Châu Âu
- Albania: Quốc gia này đã gửi một đội gồm 53 người tới Thổ Nhĩ Kỳ, bao gồm các nhân viên cứu hộ khẩn cấp và nhân viên y tế.[70]
- Áo: Thủ tướng Karl Nehammer cho biết Áo sẽ gửi 84 binh sĩ từ Đơn vị cứu trợ thiên tai tới Thổ Nhĩ Kỳ và cam kết gửi 3 triệu euro cho các tổ chức viện trợ.[71]
- Ireland: Phó Thủ tướng Ireland Micheál Martin cho biết nước này sẽ cung cấp 2 triệu euro quỹ khẩn cấp cho Thổ Nhĩ Kỳ và Syria.[72]
- Anh: Ngoại trưởng Anh James Cleverly cho biết các đội cứu hộ và thiết bị đã được gửi đến Gaziantep, Thổ Nhĩ Kỳ.[73][74] Vương quốc Anh sau đó đã gửi 3,8 triệu bảng Anh cho tổ chức White Helmets đang hoạt động ở Syria, và cam kết sẽ gửi thêm 3 triệu bảng Anh.[75]
- Bỉ: Nước này sẽ cử đội B-FAST tới Thổ Nhĩ Kỳ và Syria để hỗ trợ y tế.[76] Ngoài ra, các nhà khai thác viễn thông của Bỉ đang cung cấp những cuộc gọi miễn phí tới Thổ Nhĩ Kỳ.[77]
- Đức: Cơ quan bảo vệ dân sự THW đã gửi một đội tìm kiếm và cứu nạn gồm 50 người và 7 chú chó đến Thổ Nhĩ Kỳ.[78] Đức đã cam kết hỗ trợ 26 triệu euro cho các quỹ cứu trợ Thổ Nhĩ Kỳ và Syria.[51] Không quân Đức sẽ bay viện trợ nhân đạo cho Thổ Nhĩ Kỳ.[79] Tổ chức tìm kiếm và cứu nạn quốc tế từ thiện của Đức (ISAR Đức) đã gửi 40 nhân viên cứu hộ đến Thổ Nhĩ Kỳ, cùng một số sĩ quan Cảnh sát Liên bang Đức.[9] Deutsche Telekom đã cho phép thực hiện các cuộc gọi miễn phí giữa Đức, Thổ Nhĩ Kỳ và Syria trong một tuần và quyên góp 1 triệu euro.[80]
- Malta: Malta đã cử một đội cứu hộ bao gồm 32 người và 1 chú chó cứu hộ tới Thổ Nhĩ Kỳ.[51]
- Pháp: Bộ trưởng Bộ Nội vụ Gérald Darmanin cho biết Pháp sẽ cử 139 nhân viên cứu hộ an ninh dân sự tới Thổ Nhĩ Kỳ.[81] Ngoài ra, Pháp cũng cam kết viện trợ 12 triệu euro cho người Syria thông qua Liên Hợp Quốc và các tổ chức phi chính phủ.[79]
- Síp: Chính phủ nước này cho sẽ sẵn sàng gửi trợ giúp Thổ Nhĩ Kỳ.[82]

### Châu Mỹ
- Argentina : Theo tuyên bố của Bộ Ngoại giao Argentina, nước này sẽ gửi viện trợ đến Thổ Nhĩ Kỳ và Syria bao gồm nhân viên chăm sóc vệ sinh xã hội, hỗ trợ tâm lý xã hội và hậu chấn thương, nhân viên hậu cần có kinh nghiệm quản lý kho hàng quyên góp, lắp ráp nơi ở cho Cao ủy Liên Hợp Quốc về người tị nạn, quản lý trại cho người bị ảnh hưởng và nơi trú ẩn, viên lọc nước, chất khử trùng. Ngoài ra, quốc gia này cũng sẽ hỗ trợ việc quản lý và hướng dẫn sử dụng cho những người bị ảnh hưởng.[83]
- Brazil: Bộ Ngoại giao Brazil đã đưa ra thông báo về việc đang cung cấp viện trợ nhân đạo cho những người dân bị ảnh hưởng bởi trận động đất.[84] Một đội cứu hộ bao gồm 42 người bao gồm lính cứu hỏa từ các bang São Paulo, Minas Gerais và Espírito Santo, các bác sĩ và thành viên của Ban Thư ký Quốc gia về Phòng thủ và Bảo vệ Dân sự cùng Bộ Hội nhập và Phát triển Khu vực đã rời Guarulhos đến Thổ Nhĩ Kỳ trên một chiếc máy bay KC-30.[85]
- Canada: Thủ tướng Justin Trudeau cho biết Canada đang cung cấp 10.000.000 đô la Canada để "viện trợ ngay lập tức cho người dân Thổ Nhĩ Kỳ và Syria".[86][87]
- Chile: Chính phủ Chile cho biết nước này sẽ bắt đầu viện trợ cho người dân vùng thảm họa của Thổ Nhĩ Kỳ và Syria, đồng thời sẽ làm việc với Đại sứ quán Chile tại Thổ Nhĩ Kỳ và chính quyền Thổ Nhĩ Kỳ để phân phát hàng viện trợ.[88][89]
- Cuba: Miguel Diaz-Canel, Bí thư thứ nhất Đảng Cộng sản Cuba, Chủ tịch nước Cuba và Bộ trưởng Ngoại giao Bruno Rodríguez Parrilla đã gửi điện chia buồn tới nhân dân và chính phủ Syria và Thổ Nhĩ Kỳ. Diaz-Canel sau đó cũng đã gửi lời chia buồn trên Twitter và đề nghị hỗ trợ.[90][91]Nhân viên cứu hộ El Salvador USAR trước khi khởi hành đến Thổ Nhĩ Kỳ

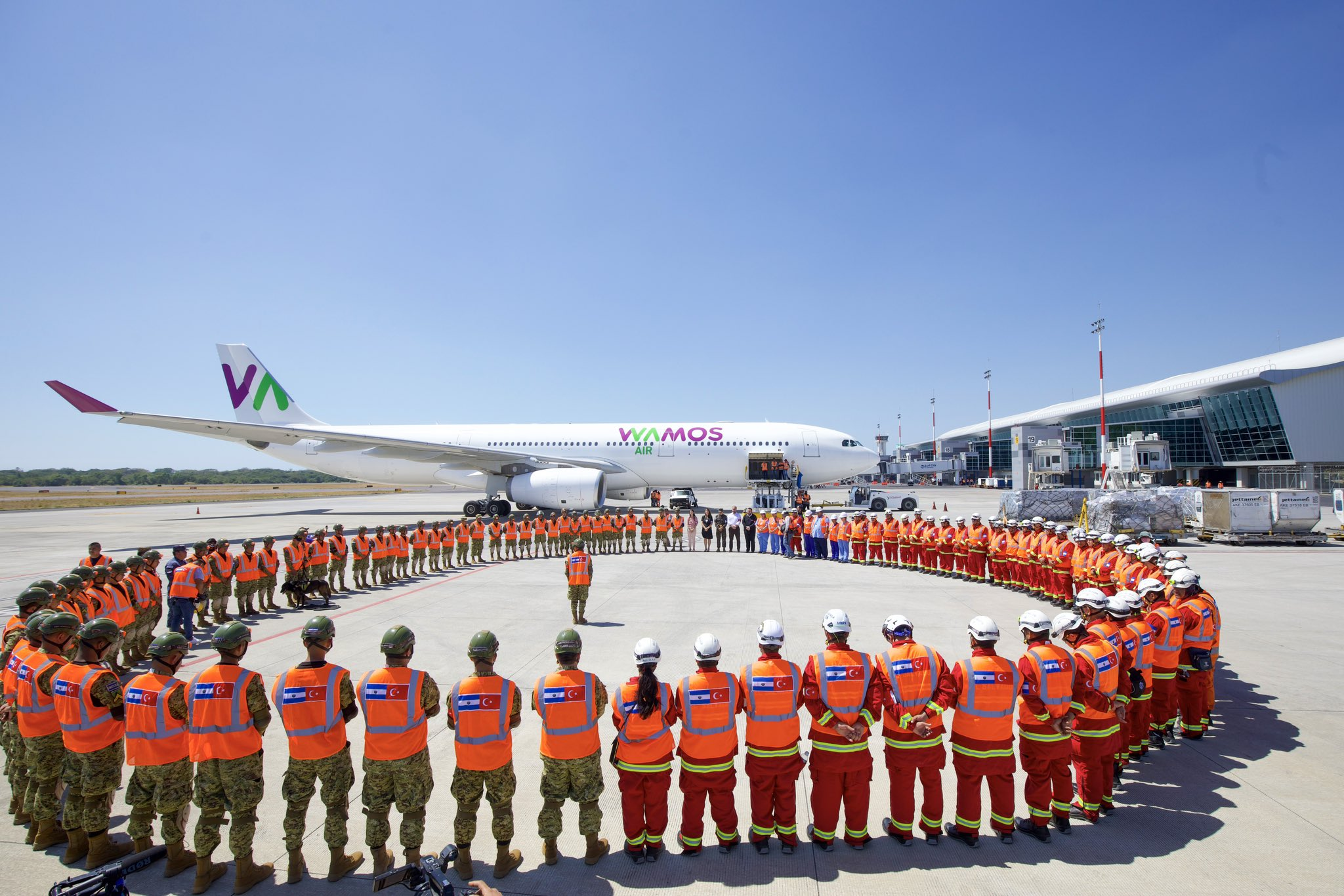
Nhân viên cứu hộ El Salvador USAR trước khi khởi hành đến Thổ Nhĩ Kỳ

- El Salvador: Tổng thống Nayib Bukele cho biết "Chính phủ sẵn sàng cung cấp mọi hỗ trợ cần thiết cho chính phủ của Tổng thống Erdogan".[92][93] Một nhóm tìm kiếm và cứu hộ cũng đã được gửi đến Thổ Nhĩ Kỳ.[94] El Salvador đã gửi 111 nhân viên cứu hộ USAR và 3 chú chó cứu hộ. Tất cả đã đến hiện trường vụ thảm họa vào ngày 9 tháng 2 năm 2023.[95]
- Guyana: Chính phủ Guyana đã quyên góp 100.000 USD để viện trợ nhân đạo cho các nạn nhân động đất ở Thổ Nhĩ Kỳ và Syria.[96]
- Hoa Kỳ: Cơ quan Phát triển Quốc tế Hoa Kỳ (USAID) cho biết đã triển khai hai đội cứu hộ tới Thổ Nhĩ Kỳ.[97] Các đội cứu hộ lần lượt là VA-TF1 với 79 người và 6 con chó nghiệp vụ; và CA-TF2 với có 78 người.[98] Hoa Kỳ cũng đã triển khai tổng cộng hơn 150 nhân viên tìm kiếm và cứu nạn, cùng với các đội chó nghiệp vụ, để tham gia các nỗ lực cứu hộ tại Thổ Nhĩ Kỳ. Các chuyên gia Hoa Kỳ bao gồm các nhà quản lý khẩn cấp có kinh nghiệm, kỹ thuật viên vật liệu nguy hiểm, kỹ sư, nhà hậu cần, nhân viên y tế và nhiều người khác – cùng với 170.000 pound (77.000 kg) công cụ và thiết bị chuyên dụng.[99] Ngay sau đó, Tổng thống Joe Biden đã công bố khoản viện trợ vật chất trị giá 85 triệu đô la Mỹ cho Thổ Nhĩ Kỳ và Syria.[100]

### Châu Đại Dương
- Australia: Thủ tướng Úc Anthony Albanese đã công bố gói hỗ trợ nhân đạo ban đầu trị giá 10 triệu đô la Úc để hỗ trợ quá trình phục hồi ở Thổ Nhĩ Kỳ và Syria.[101] Một đội tìm kiếm và cứu nạn gồm 72 thành viên đã được cử đến Thổ Nhĩ Kỳ.[16]
- New Zealand: Ngoại trưởng Nanaia Mahuta đã công bố gói hỗ trợ nhân đạo trị giá 1,5 triệu đô la New Zealand để hỗ trợ các nỗ lực phục hồi nhân đạo ở Thổ Nhĩ Kỳ và Syria. Thủ tướng Chris Hipkins cũng bày tỏ sự chia buồn tới các nạn nhân.[102] Sau đó, thêm 3 triệu đô la New Zealand đã được cung cấp, với 2 triệu sẽ được trao cho Chương trình Lương thực Thế giới ở Thổ Nhĩ Kỳ và 1 triệu còn lại sẽ được chuyển đến UNICEF ở Syria.[103] New Zealand cũng sẽ cung cấp hai chuyên gia quản lý thông tin để giúp điều phối các nỗ lực tìm kiếm và cứu nạn quốc tế ở Thổ Nhĩ Kỳ.[103]

### Các vùng lãnh thổ
- Bắc Síp: Tổng thống Ersin Tatar đã bày tỏ sự đoàn kết và cho biết đang gửi các đội tìm kiếm và cứu hộ gồm 59 người với tổng cộng 8 phương tiện.[104]
- Đài Loan: Tổng thống Thái Anh Văn tuyên bố sẽ quyên góp 200.000 đô la Mỹ để cứu trợ thiên tai,[105] nhưng sau đó thì được tăng lên 2.000.000 đô la Mỹ.[106] Chính phủ Đài Loan cũng cử một đội gồm 40 người, 3 chó cứu hộ và 5 tấn thiết bị để hỗ trợ hoạt động cứu hộ,[107] sau đó lại tiếp tục cử thêm một đội 90 người và 2 chó cứu hộ.[108] Bộ Y tế và Phúc lợi Đài Loan đã thành lập quỹ cứu trợ động đất và thu được hơn 271,77 triệu Đài tệ.[109][110]
- Kosovo: Tổng thống Vjosa Osmani đã xác nhận Kosovo "sẵn sàng cung cấp hỗ trợ cần thiết thông qua Lực lượng An ninh Kosovo".[111] Một nhóm chuyên gia đã được gửi đến Thổ Nhĩ Kỳ vào cuối ngày hôm đó.[112] Nước này cũng đã tuyên bố quốc tang một ngày vào ngày 8 tháng 2 cho các nạn nhân ở Thổ Nhĩ Kỳ và Syria.[113]

## Chỉ trích
Tờ Sputnik đã dẫn lời cố vấn Tổng thống Syria Bouthaina Shaaban cho rằng các nước phương Tây đã không hỗ trợ chính phủ nước này sau trận động đất mà chỉ hỗ trợ vùng lãnh thổ do phe đối lập chính phủ kiểm soát. Bà nói thêm, "Hầu hết kinh phí, tất cả trang thiết bị từ châu Âu và Mỹ đều được gửi tới Thổ Nhĩ Kỳ. Không có gì cho Syria từ châu Âu cả". Đại sứ Syria tại Nga cũng đã tuyên bố Hoa Kỳ và các nước đồng minh đã không dỡ bỏ lệnh trừng phạt nào cho quốc gia này sau vụ thảm họa.